# Canthidium laevigatum
Canthidium laevigatum är en skalbaggsart som beskrevs av Edgar von Harold 1867. Canthidium laevigatum ingår i släktet Canthidium och familjen bladhorningar. Inga underarter finns listade.